# 崔善愛事件
崔善愛事件（チェソンエじけん）は外国人に対して行われていた指紋押捺を拒否して日本を出国したことで特別永住資格を喪失したことに対する訴訟。

## 概要
崔善愛は在日韓国人の長女として1960年に生まれ特別永住資格を得ていたが、1986年5月にアメリカの大学に留学するために福岡入国管理局小倉港出張所で法務大臣に再入国許可を申請した際に、外国人登録法に基づく指紋押捺を1981年と1986年の2回拒否したことを理由に不許可となった。そのため、同年8月に提訴して日本を出国したが、その際に永住資格の失効を了承する書面を求められたものの「日本永住の意志を示す」ために拒否した。1988年6月に日本に戻ったが、特別永住者とはみなされず新規入国扱いとなり、法務大臣の上陸許可を受けて入国し、入国管理法の「定住者」としての日本への滞在には特別在留許可の6ヵ月ごとの更新が必要となった。
崔善愛の訴訟は再入国不許可処分の取り消しと永住資格の確認および100万円の慰謝料を求めたものであったが、1989年9月29日に福岡地裁は「再入国不許可のまま出国しており、永住資格はその時点で失効しており、不許可処分について在留資格を失った以上、訴えの利益がない」とし原告の請求を退けた。
1994年5月13日に福岡高裁は外国人指紋押捺制度を合憲としながらも「指紋押捺拒否による入国不許可はあまりにも過酷な処分」として不許可処分を違法として取り消したが、永住資格の確認と慰謝料請求は一審通り退けた。
1998年4月10日に最高裁第二小法廷は「外国人指紋押捺制度を戸籍制度のない外国人の人物特定に最も確実な制度として認め、当時に反対運動が広がったことについて出入国管理行政に弊害が生じており、国が押捺拒否者に再入国許可を与えない方針を取ったことには合理性があったと判断し、入国不許可処分は著しく不当だったとはいえない」として二審判決を破棄して不許可処分を合法とし、原告の請求をすべて退ける判決が確定した。
2000年4月1日に永住資格を失った場合の資格回復措置規定を盛り込んだ改正外国人登録法が施行され、同月3日に崔善愛の永住資格が回復した。